# كاميرون بيرستو
كاميرون بيرستو (بالإنجليزية: Cameron Bairstow)‏ مواليد 7 ديسمبر 1990، هو لاعب كرة سلة أسترالي يلعب مع فريق شيكاغو بولز في الرابطة الوطنية لكرة السلة ويحمل الرقم 41. يبلغ طوله 6 قدم 9 بوصة (2.1 م).

## فرق لعب لها
- شيكاغو بولز

## روابط خارجية
- كاميرون بيرستو على موقع الاتحاد الدولي لكرة السلة (الإنجليزية)
- كاميرون بيرستو على موقع إن بي أي (الإنجليزية)
- كاميرون بيرستو على موقع سبورتس رفرنس (الإنجليزية)
- كاميرون بيرستو على موقع كرة السلة الأوروبية.كوم (الإنجليزية)
- كاميرون بيرستو على موقع DraftExpress.com (الإنجليزية)
- كاميرون بيرستو على موقع إي إس بي إن.كوم (الإنجليزية)
- كاميرون بيرستو على موقع كلية كرة السلة في سبورتس رفرنس.كوم (الإنجليزية)
- كاميرون بيرستو على موقع ريلجم (الإنجليزية)
- كاميرون بيرستو على موقع بروبوليرز (الإنجليزية)
- كاميرون بيرستو على موقع سبورتس رفرنس (الإنجليزية)